# Río Bormida
El río Bormida (en ligur y en piamontés Bormia) es un río de la Italia noroccidental que surge en Liguria, como el Bormida di Millesimo y fluye a través del Piamonte. Después de converger con el Bormida di Spigno cerca de Bistagno, se une al Tanaro, del cual es el principal afluente, al noreste de Alessandria.
Tiene 154 km de largo. Se trata de un subafluente del Po y principal afluente por la derecha del río Tanaro. Tiene una cuenca hidrográfica muy extensa (2609 km²), distribuida en parte sobre los Alpes Ligures (porción del alto curso de las "Bormide") y en parte sobre los Apeninos ligures (porciones de los afluentes Erro y Orba). La Bormida se llama así por la palabra gala prerromana "bormo" (surgencia cálida o que gorgotea), ligada también a las surgencias Bormō y Bormānus. 
El Bormida comprende cuatro "Bormide" menores (de sur a norte):
- la Bormida di Mallare, que nace en el monte Alto y la Bormida di Pallare, proveniente en lugar de ello del monte Settepani, ambos confluyen cerca del centro de San Giuseppe di Cairo y Bragno en un único curso de agua llamado Bormida di Spigno;
- la Bormida di Millesimo, el curso de agua principal, que nace en el colle Scravaion (municipio de Bardineto) y que, una vez recibida después de 90 km de curso por la derecha la Bormida di Spigno en los alrededores de Bistagno (AL), se convierte en Bormida propiamente dicho, que desemboca en el Tanaro al este de la ciudad de Alessandria.